# Stalachtis trangeri
Stalachtis trangeri är en fjärilsart som beskrevs av William Schaus 1928. Stalachtis trangeri ingår i släktet Stalachtis och familjen juvelvingar. Inga underarter finns listade i Catalogue of Life.